# Final de la Liga de Campeones de la UEFA 1998-99
La final de la Liga de Campeones de la UEFA 1998-99 se disputó el día 26 de mayo de 1999 en el Camp Nou de Barcelona, España. Fue la 44.ª edición de la final y los equipos que la disputaron fueron el Manchester United FC y el FC Bayern de Múnich.
Los diablos rojos se impusieron por 2–1, protagonizando una histórica remontada marcando dos tantos en tiempo de descuento, que le valieron para lograr su segundo título en esta competición. A este hecho se lo conoce como "El milagro del Camp Nou".

## Desarrollo
La final se disputaba en el Camp Nou, sede del FC Barcelona. Ambos equipos ya se conocían de antaño, pues habían formado parte del Grupo D en la fase de grupos. En aquel momento, ambos equipos empataron en las dos ocasiones en las que se enfrentaron, tanto en Múnich como en Mánchester. Durante las fases eliminatorias, tanto el Manchester United como el Bayern demostraron una cierta solidez, venciendo el primero a Inter de Milán y a Juventus, mientras que el Bayern venció a Kaiserslautern y a Dinamo de Kiev; es por esto que se afirmaría que ambos llegaron a la final en una cierta igualdad de posibilidades, que quedaría plasmado en el desarrollo de la final. El partido sería arbitrado por el colegiado italiano Pierluigi Collina.
El Manchester United presentó para la final una formación 4-4-2; el capitán Peter Schmeichel en portería, Gary Neville, el neerlandés Jaap Stam, el noruego Ronny Johnsen y el irlandés Denis Irwin. El centro del campo era conformado por el galés Ryan Giggs, los ingleses David Beckham y Nicky Butt, con el sueco Jesper Blomqvist. El ataque era reservado para la pareja habitual: Andy Cole y Dwight Yorke.
El Bayern presentaba una formación similar a la que había ganado las Copas de Europa en los años 70', tratándose de una formación 4-1-2-3; el portero Oliver Kahn, los defensas Markus Babbel, Samuel Kuffour, Thomas Linke y Michael Tarnat, con Lothar Matthäus en la posición de líbero, tal y como había hecho Franz Beckenbauer antaño. El centro del campo lo ocupaban dos jugadores de corte distinto: Jens Jeremies y el irregular y talentoso Stefan Effenberg. El ataque lo formaban tres delanteros: Mario Basler, Alexander Zickler, y como delantero «tanque», Carsten Jancker.
Cuando tan solo habían discurrido 5 minutos de partido, el árbitro cobraba una falta de la defensa del Manchester United sobre Jancker. El libre directo fue botado por Mario Basler, el cual introdujo el balón en el palo no defendido por Schmeichel y establecía el 0-1 para los muniqueses. El Manchester trataba de buscar la respuesta rápida, pero el partido se convirtió en una toma y daca entre ambos equipos, pero sin preocupar excesivamente ni a Kahn ni a Schmeichel, donde ambas defensas destacaron por su efectividad (de destacar es el duelo que mantuvieron el delantero del Manchester, Yorke, con el defensa del Bayern, Kuffour).
En la segunda parte, el partido siguió la misma tónica. El Manchester dispuso de su mejor oportunidad tras un centro de Giggs que Blomqvist envió por encima de la portería de Kahn. La defensa del Bayern seguía mostrándose muy sólida ante las jugadas de los ingleses que no llegaban con mucho peligro a la portería contraria. En el minuto 67, entraría uno de los posteriores héroes de la final, Teddy Sheringham, por el sueco Blomqvist. Pocos minutos después, el Bayern introducía mayor creación de juego con Mehmet Scholl sustituyendo a Zickler. El Bayern dispondría de una oportunidad con Effenberg, que efectuó una volea que fue detenida por Schmeichel casi a bocajarro. Tiempo después, tras una jugada personal de Mario Basler, Scholl disparaba al palo. El Manchester respondió con una jugada de Butt que efectuó un «pase de la muerte» pero que no pudo ser rematado por ningún jugador. En esos momentos, Ole Gunnar Solskjær entraba por Andy Cole en el Manchester, mientras que Thorsten Fink entraba por Matthäus en el Bayern: se vivían los mejores momentos del partido.
Se llegaba a los minutos de añadido y el Manchester se echaba al ataque continuamente. En el minuto 91, Beckham botaba un córner que era rechazado por la defensa del Bayern, Giggs remata el rechace con una volea sin potencia que era aprovechada por Sheringham para rematar el balón dentro de la portería de Kahn: el Manchester United empataba en los instantes finales del partido. Pero el encuentro aún no había terminado, tras el gol, el Manchester aprovechó que el Bayern seguía en estado de shock, y en otro córner botado por Beckham, Sheringham remata de cabeza para que Solskjær ponga el pie e introduzca de nuevo el balón en la portería germana: en solo dos minutos del descuento, el Manchester le había dado la vuelta al partido y consumado una de las mayores remontadas de la historia de las finales de la Copa de Europa. Tras el gol, el árbitro decretó el final del partido mientras los jugadores del Manchester lo celebraban y los del Bayern caían desolados al césped (imágenes que reflejaron la consternación del Bayern fueron las de jugadores como Kahn, Kuffour o Jancker llorando sobre el terreno de juego).

## Partido
| 1     | POR   | Peter Schmeichel |     |
| 2     | DEF   | Gary Neville     |     |
| 5     | DEF   | Ronny Johnsen    |     |
| 6     | DEF   | Jaap Stam        |     |
| 3     | DEF   | Denis Irwin      |     |
| 11    | MED   | Ryan Giggs       |     |
| 7     | MED   | David Beckham    |     |
| 8     | MED   | Nicky Butt       |     |
| 15    | MED   | Jesper Blomqvist | 67' |
| 19    | DEL   | Dwight Yorke     |     |
| 9     | DEL   | Andy Cole        | 81' |
| D. T. | D. T. | Alex Ferguson    |     |

| 1     | POR   | Oliver Kahn       |     |
| 10    | DEF   | Lothar Matthäus   | 80' |
| 2     | DEF   | Markus Babbel     |     |
| 25    | DEF   | Thomas Linke      |     |
| 4     | DEF   | Samuel Kuffour    |     |
| 18    | DEF   | Michael Tarnat    |     |
| 11    | MED   | Stefan Effenberg  |     |
| 16    | MED   | Jens Jeremies     |     |
| 14    | DEL   | Mario Basler      | 87' |
| 19    | DEL   | Carsten Jancker   |     |
| 21    | DEL   | Alexander Zickler | 71' |
| D. T. | D. T. | Ottmar Hitzfeld   |     |

| 10 | DEL | Teddy Sheringham    | 67' |
| 20 | DEL | Ole Gunnar Solskjær | 81' |

| 7  | MED | Mehmet Scholl      | 71' |
| 17 | MED | Thorsten Fink      | 80' |
| 20 | MED | Hasan Salihamidžić | 87' |

| 90+1' · 90+3' | Teddy Sheringham Ole Gunnar Solksjaer | 1:1 2:1 |

| 6' | Mario Basler | 1:0 |

| 60' | Davo |

| Principal  | Pierluigi Collina |
| Asistentes | Gennaro Mazzei    |
|            | Claudio Puglisi   |
| Cuarto     | David Quint       |

|                    |    |    |
| Tiros              | 15 | 15 |
| Tiros a puerta     | 9  | 7  |
| Faltas             | 11 | 10 |
| Saques de esquina  | 12 | 7  |
| Fueras de juego    | 6  | 8  |
| Posesión del balón | 53 | 47 |

| Alineación inicial |

| 1     | POR   | Peter Schmeichel |     |
| 2     | DEF   | Gary Neville     |     |
| 5     | DEF   | Ronny Johnsen    |     |
| 6     | DEF   | Jaap Stam        |     |
| 3     | DEF   | Denis Irwin      |     |
| 11    | MED   | Ryan Giggs       |     |
| 7     | MED   | David Beckham    |     |
| 8     | MED   | Nicky Butt       |     |
| 15    | MED   | Jesper Blomqvist | 67' |
| 19    | DEL   | Dwight Yorke     |     |
| 9     | DEL   | Andy Cole        | 81' |
| D. T. | D. T. | Alex Ferguson    |     |

| 1     | POR   | Oliver Kahn       |     |
| 10    | DEF   | Lothar Matthäus   | 80' |
| 2     | DEF   | Markus Babbel     |     |
| 25    | DEF   | Thomas Linke      |     |
| 4     | DEF   | Samuel Kuffour    |     |
| 18    | DEF   | Michael Tarnat    |     |
| 11    | MED   | Stefan Effenberg  |     |
| 16    | MED   | Jens Jeremies     |     |
| 14    | DEL   | Mario Basler      | 87' |
| 19    | DEL   | Carsten Jancker   |     |
| 21    | DEL   | Alexander Zickler | 71' |
| D. T. | D. T. | Ottmar Hitzfeld   |     |

| 10 | DEL | Teddy Sheringham    | 67' |
| 20 | DEL | Ole Gunnar Solskjær | 81' |

| 7  | MED | Mehmet Scholl      | 71' |
| 17 | MED | Thorsten Fink      | 80' |
| 20 | MED | Hasan Salihamidžić | 87' |

| 90+1' · 90+3' | Teddy Sheringham Ole Gunnar Solksjaer | 1:1 2:1 |

| 6' | Mario Basler | 1:0 |

| 60' | Davo |

| Principal  | Pierluigi Collina |
| Asistentes | Gennaro Mazzei    |
|            | Claudio Puglisi   |
| Cuarto     | David Quint       |

|                    |    |    |
| Tiros              | 15 | 15 |
| Tiros a puerta     | 9  | 7  |
| Faltas             | 11 | 10 |
| Saques de esquina  | 12 | 7  |
| Fueras de juego    | 6  | 8  |
| Posesión del balón | 53 | 47 |

| Alineación inicial |

| 1     | POR   | Peter Schmeichel |     |
| 2     | DEF   | Gary Neville     |     |
| 5     | DEF   | Ronny Johnsen    |     |
| 6     | DEF   | Jaap Stam        |     |
| 3     | DEF   | Denis Irwin      |     |
| 11    | MED   | Ryan Giggs       |     |
| 7     | MED   | David Beckham    |     |
| 8     | MED   | Nicky Butt       |     |
| 15    | MED   | Jesper Blomqvist | 67' |
| 19    | DEL   | Dwight Yorke     |     |
| 9     | DEL   | Andy Cole        | 81' |
| D. T. | D. T. | Alex Ferguson    |     |

| 1     | POR   | Oliver Kahn       |     |
| 10    | DEF   | Lothar Matthäus   | 80' |
| 2     | DEF   | Markus Babbel     |     |
| 25    | DEF   | Thomas Linke      |     |
| 4     | DEF   | Samuel Kuffour    |     |
| 18    | DEF   | Michael Tarnat    |     |
| 11    | MED   | Stefan Effenberg  |     |
| 16    | MED   | Jens Jeremies     |     |
| 14    | DEL   | Mario Basler      | 87' |
| 19    | DEL   | Carsten Jancker   |     |
| 21    | DEL   | Alexander Zickler | 71' |
| D. T. | D. T. | Ottmar Hitzfeld   |     |

| 10 | DEL | Teddy Sheringham    | 67' |
| 20 | DEL | Ole Gunnar Solskjær | 81' |

| 7  | MED | Mehmet Scholl      | 71' |
| 17 | MED | Thorsten Fink      | 80' |
| 20 | MED | Hasan Salihamidžić | 87' |

| 90+1' · 90+3' | Teddy Sheringham Ole Gunnar Solksjaer | 1:1 2:1 |

| 6' | Mario Basler | 1:0 |

| 60' | Davo |

| Principal  | Pierluigi Collina |
| Asistentes | Gennaro Mazzei    |
|            | Claudio Puglisi   |
| Cuarto     | David Quint       |

|                    |    |    |
| Tiros              | 15 | 15 |
| Tiros a puerta     | 9  | 7  |
| Faltas             | 11 | 10 |
| Saques de esquina  | 12 | 7  |
| Fueras de juego    | 6  | 8  |
| Posesión del balón | 53 | 47 |

| Alineación inicial |

| 1     | POR   | Peter Schmeichel |     |
| 2     | DEF   | Gary Neville     |     |
| 5     | DEF   | Ronny Johnsen    |     |
| 6     | DEF   | Jaap Stam        |     |
| 3     | DEF   | Denis Irwin      |     |
| 11    | MED   | Ryan Giggs       |     |
| 7     | MED   | David Beckham    |     |
| 8     | MED   | Nicky Butt       |     |
| 15    | MED   | Jesper Blomqvist | 67' |
| 19    | DEL   | Dwight Yorke     |     |
| 9     | DEL   | Andy Cole        | 81' |
| D. T. | D. T. | Alex Ferguson    |     |

| 1     | POR   | Oliver Kahn       |     |
| 10    | DEF   | Lothar Matthäus   | 80' |
| 2     | DEF   | Markus Babbel     |     |
| 25    | DEF   | Thomas Linke      |     |
| 4     | DEF   | Samuel Kuffour    |     |
| 18    | DEF   | Michael Tarnat    |     |
| 11    | MED   | Stefan Effenberg  |     |
| 16    | MED   | Jens Jeremies     |     |
| 14    | DEL   | Mario Basler      | 87' |
| 19    | DEL   | Carsten Jancker   |     |
| 21    | DEL   | Alexander Zickler | 71' |
| D. T. | D. T. | Ottmar Hitzfeld   |     |

| 10 | DEL | Teddy Sheringham    | 67' |
| 20 | DEL | Ole Gunnar Solskjær | 81' |

| 7  | MED | Mehmet Scholl      | 71' |
| 17 | MED | Thorsten Fink      | 80' |
| 20 | MED | Hasan Salihamidžić | 87' |

| 90+1' · 90+3' | Teddy Sheringham Ole Gunnar Solksjaer | 1:1 2:1 |

| 6' | Mario Basler | 1:0 |

| 60' | Davo |

| Principal  | Pierluigi Collina |
| Asistentes | Gennaro Mazzei    |
|            | Claudio Puglisi   |
| Cuarto     | David Quint       |

|                    |    |    |
| Tiros              | 15 | 15 |
| Tiros a puerta     | 9  | 7  |
| Faltas             | 11 | 10 |
| Saques de esquina  | 12 | 7  |
| Fueras de juego    | 6  | 8  |
| Posesión del balón | 53 | 47 |

| Alineación inicial |

|                           |
| Bandera de Inglaterra     |
| Campeón Manchester United |
| 2.do Título               |